# Rudolf Rosik
Rudolf Rosik, hrvatski bosanskohercegovački bivši nogometaš. Igrao za Željezničar iz Sarajeva. Počevši od sezone 1927./28. igrao je za Željezničar osam sezona. Željezničar je tad igrao u rangu sarajevskog nogometnog podsaveza i podsaveznoj ligi.